# Gare du Grand-Lemps
Gare du Grand-Lemps – przystanek kolejowy w Grand-Lemps, w departamencie Isère, w regionie Owernia-Rodan-Alpy, we Francji.
Jest przystankiem kolejowym Société nationale des chemins de fer français (SNCF), obsługiwanym przez pociągi TER Rhône-Alpes.